# مخلدة
مُخَلَّدَة أو دم العاشق أو زِرّ حَبَشي (الاسم العلمي: Gomphrena)، جنس نباتات عشبية مزغبة من فصيلة القطيفية. تُعرف باسم قطيفة كروية.
الأنواع:
- Gomphrena agrestis
- Gomphrena canescens
- Gomphrena celosioides
- دم العاشق—دم العاشق
- Gomphrena haageana—Strawberry globe amaranth
- Gomphrena perennis
- Gomphrena pohlii
- Gomphrena prostrata
- Gomphrena pulchella
- Gomphrena serrata
- Gomphrena sonorae

## معرض الصور

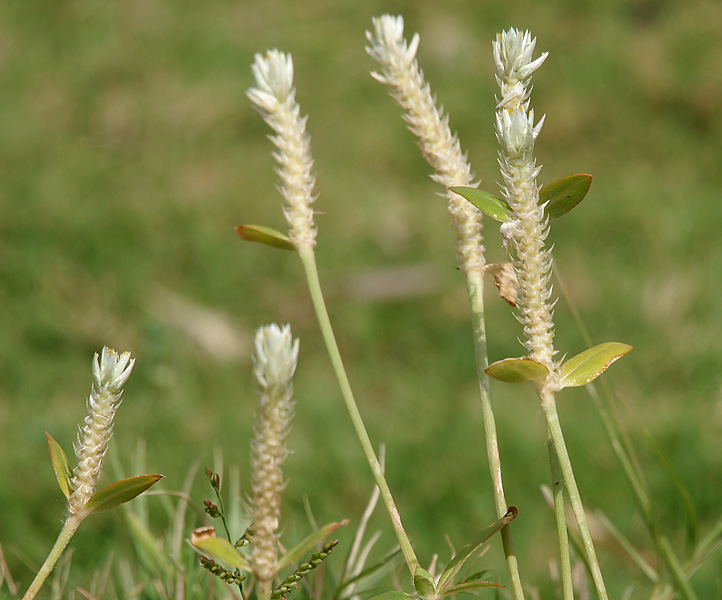
Gomphrena serrata في حيدر آباد.
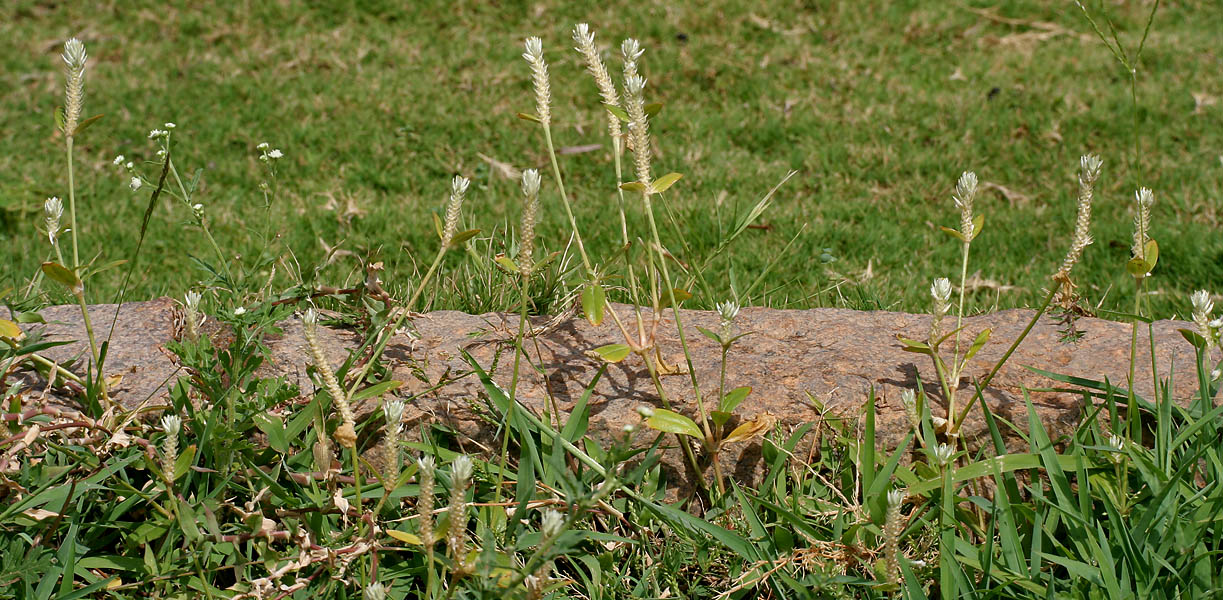
Gomphrena serrata في حيدر آباد.
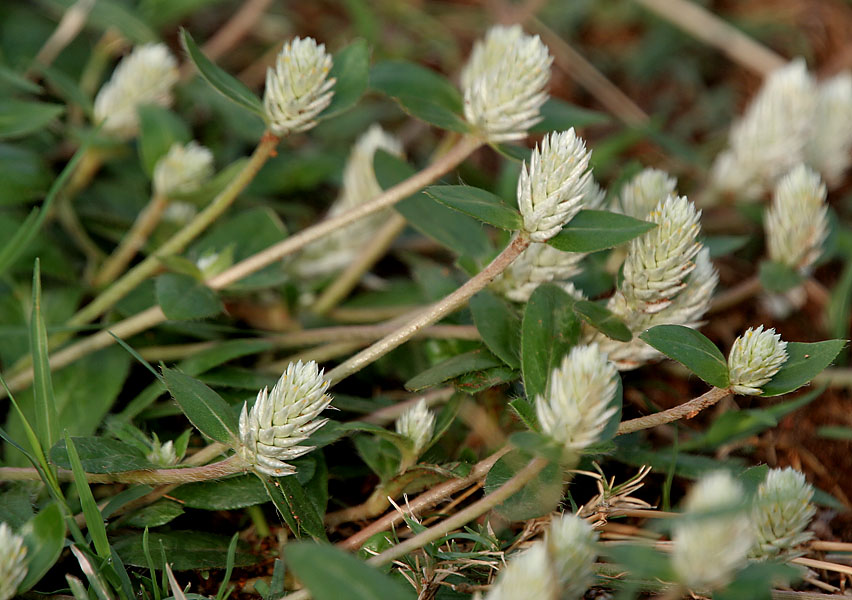
Gomphrena serrata في حيدر آباد.
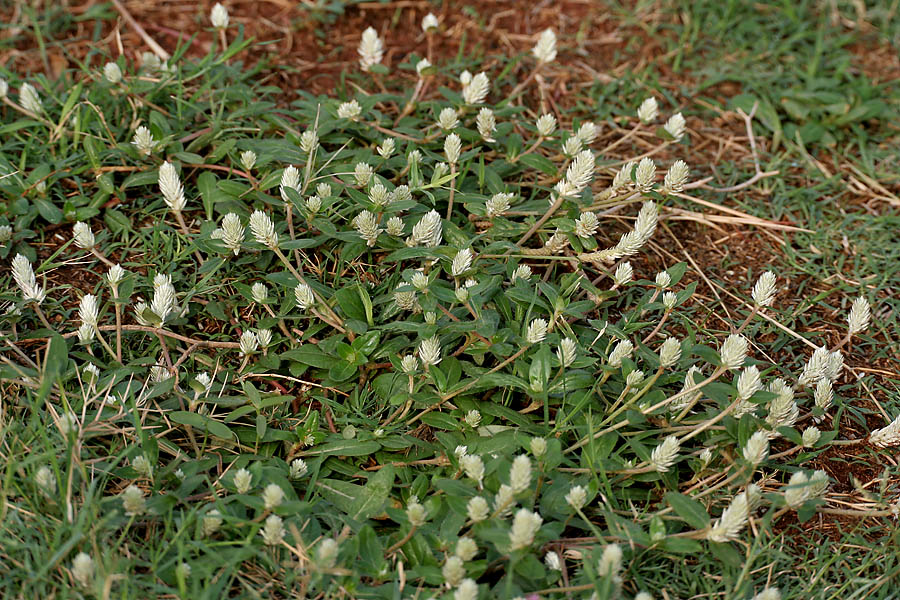
Gomphrena serrata في حيدر آباد.
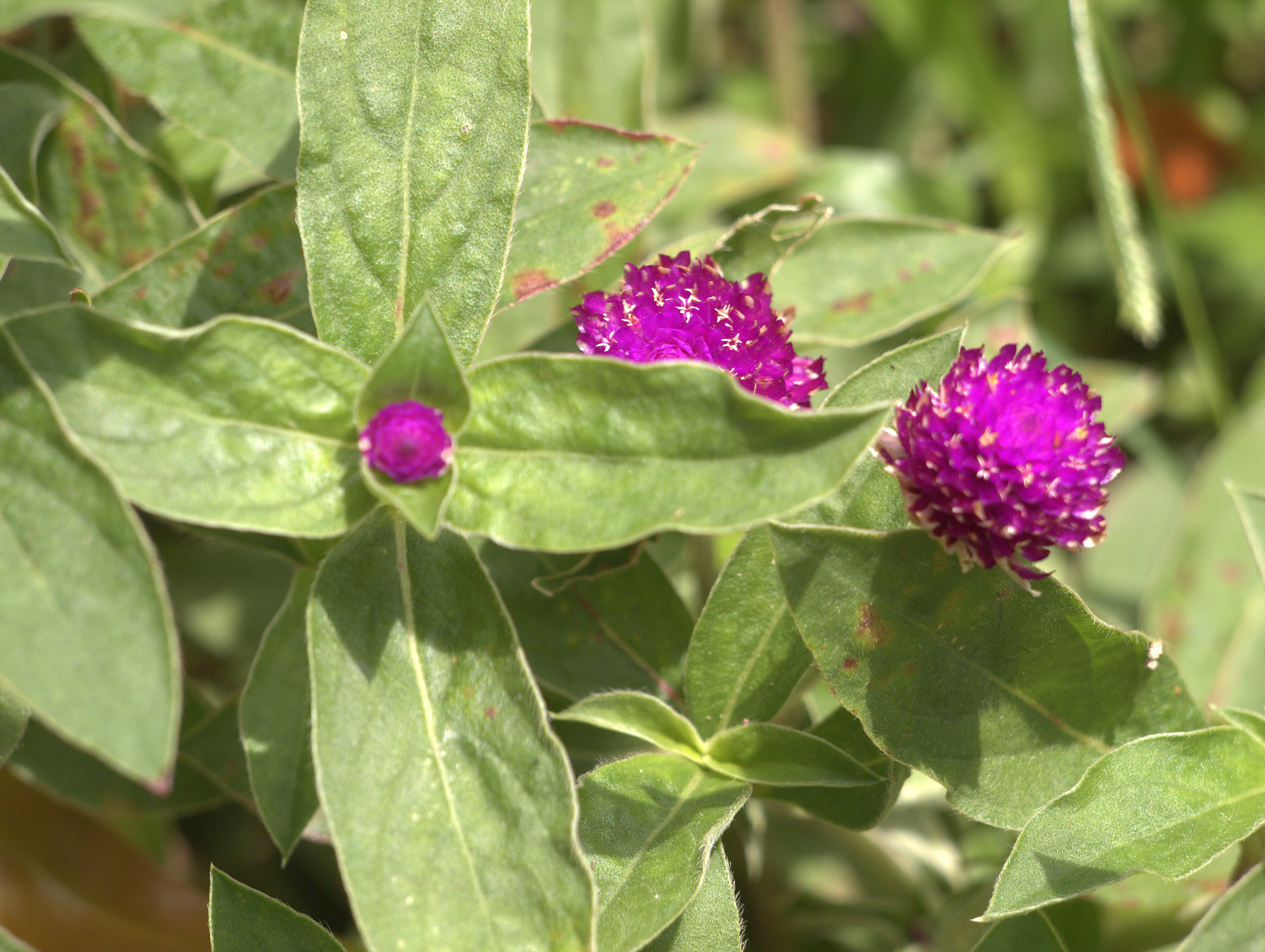
مخلدة تام النمو في ماليزيا
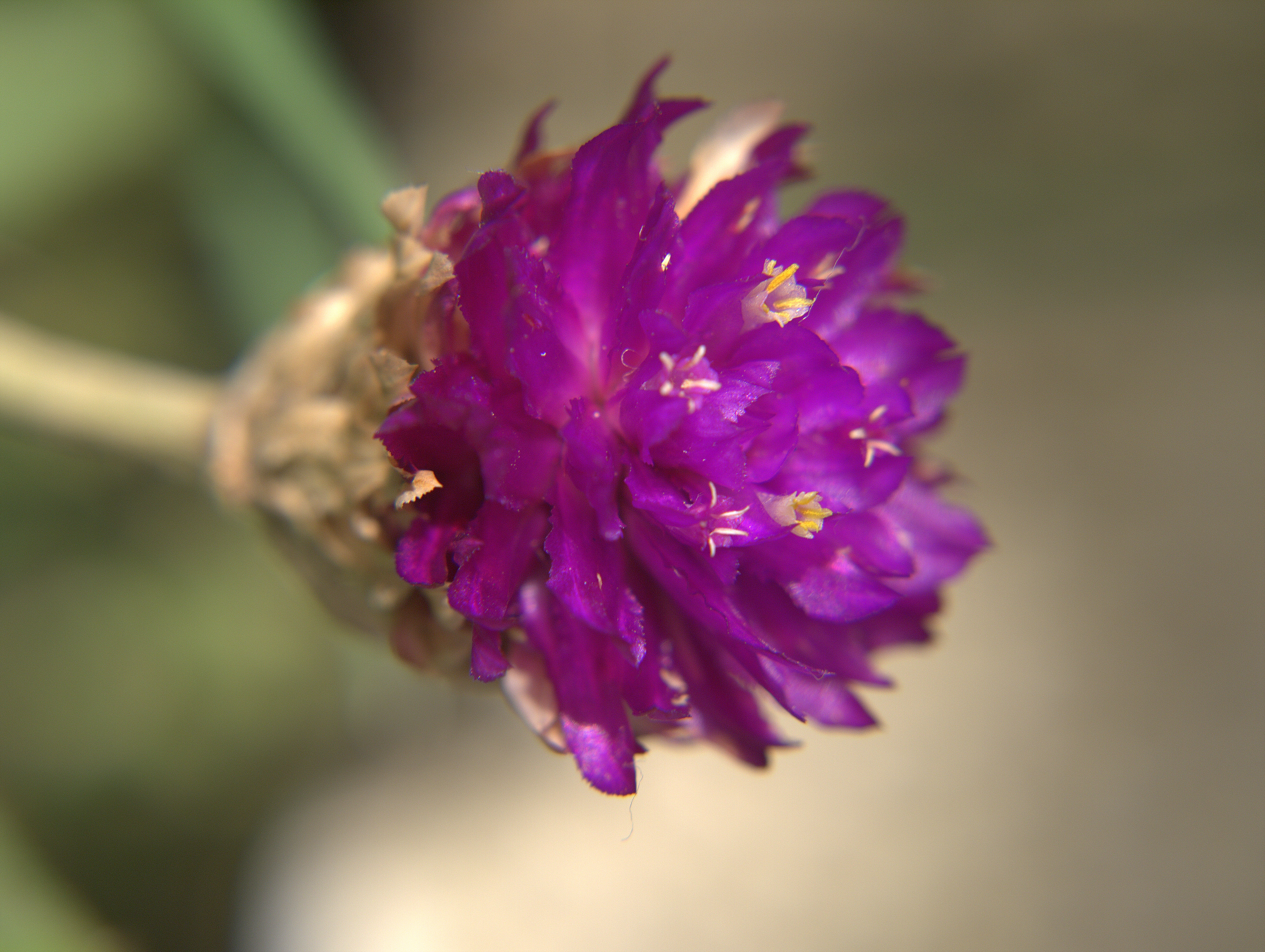
Closeup view of Gomphrena flower in ماليزيا
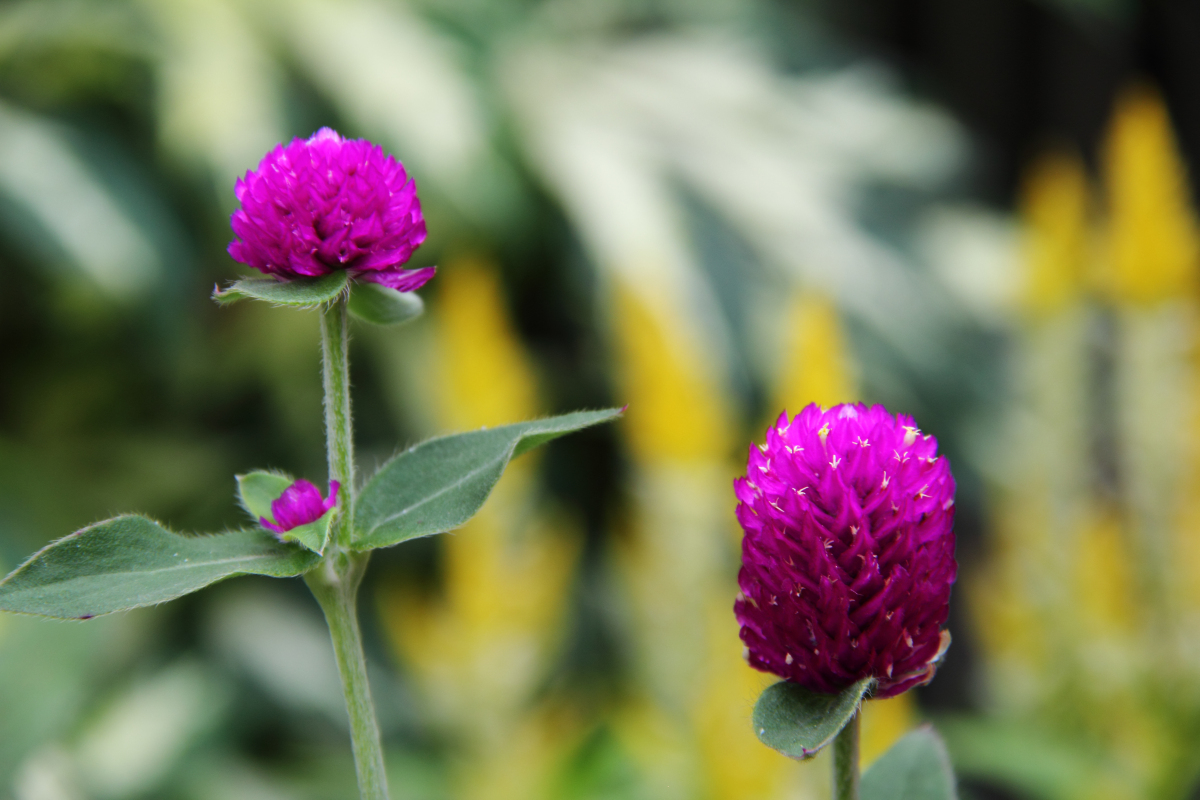
دم العاشق
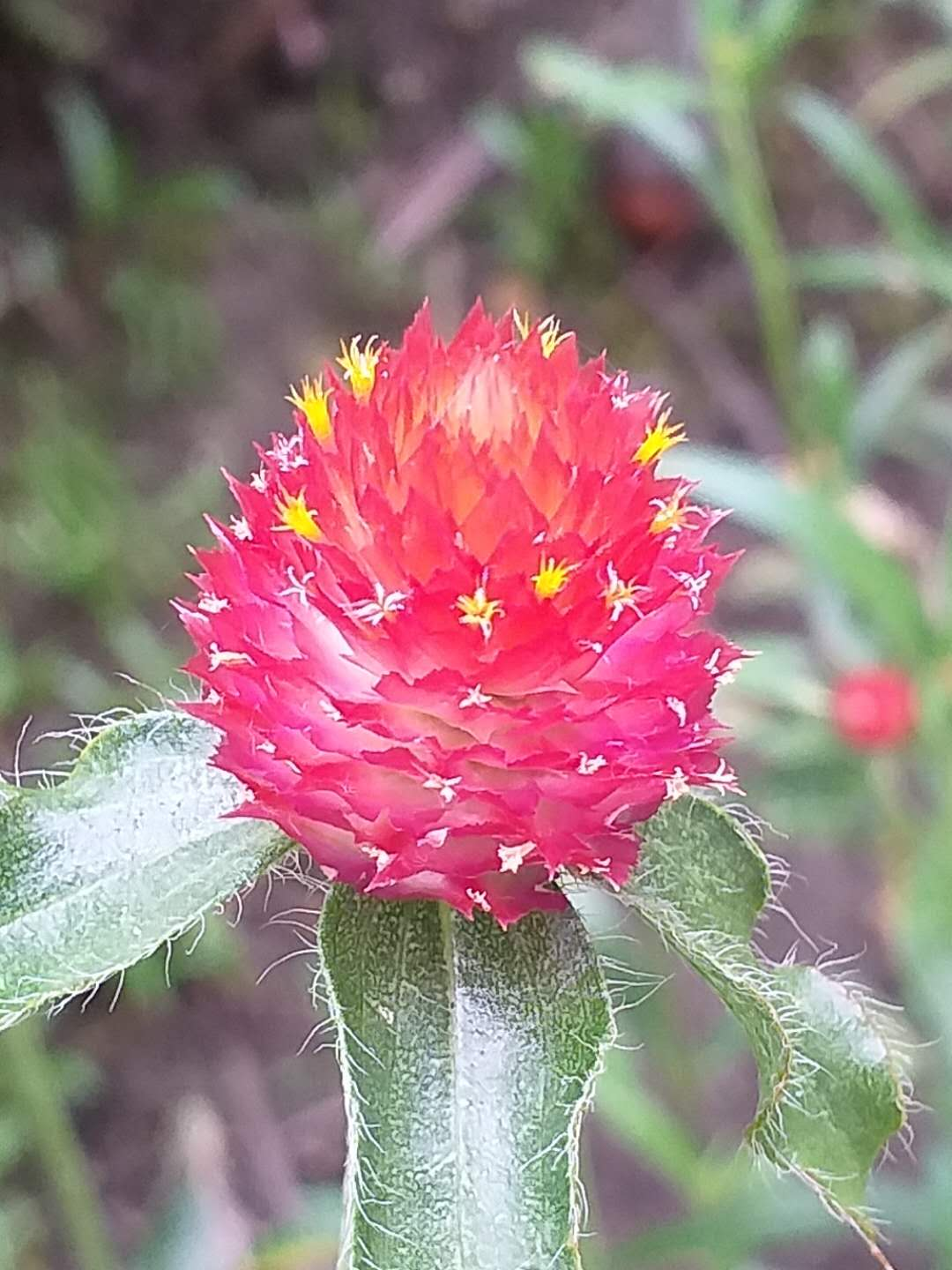
Gomphrena haageana Klotzsch, National Museum of Natural Science, Taichung, Taiwan.